# Книга Южной Ци
«Книга Ци» (кит. трад. 齊書, упр. 齐书), впоследствии получившая название «Книга Южной Ци» (кит. трад. 南齊書, упр. 南齐书) — официальная история государства Ци, существовавшего в 479—502 годах в южной части современного Китая.

## История
После того, как в государстве Ци была свергнута правящая династия, и образовалось государство Лян, в соответствии с китайской традицией было приказано написать официальную историю предшествующей династии. Работу возглавил Сяо Цзысянь, который был внуком самого Сяо Даочэна — основателя империи Ци.
Сначала данная хроника называлась просто «Книга Ци», однако после того, как в 636 году была составлена «Книга Северной Ци», описывающая историю возникшего позже в северной части современного Китая государства, тоже носившего название «Ци», данную работу стали называть «Книгой Южной Ци».

## Структура
В летописи — три традиционных раздела:
- «Бэньцзи» («основные записки»), 8 цзюаней — изложение событий, имевших место при отдельных императорах
- «Чжи» («трактаты»), 11 цзюаней — описания обрядов и обычаев, состояния администрации, военного дела, экономики и торговли, географии, календаря, наук и искусств
- «Лечжуань» («жизнеописания знаменитых»), 40 цзюаней — биографии императриц и наиболее крупных сановников